# Gästrike räddningstjänst
Gästrike Räddningstjänst är ett kommunalförbund som bildades 1994. År 2008 ingår följande kommuner i förbundet: Gävle kommun, Hofors kommun, Ockelbo kommun, Sandvikens kommun och Älvkarleby kommun.
Varje station i förbundet har ett visst antal brandmän och alltid en styrkeledare.  Till exempel hade stationen i Skutskär bemanningen 1+2 och 0+2 fram till sommaren 2009. Där det var en styrkeledare och två brandmän som jobbade på heltid. Heltidspersonal har alltid anspänningstid 90 sekunder. Med det menas att första fordonet ska ha lämnat stationen efter 90 sekunder efter inkommet larm. Stationen i Skutskär är sedan 2009 en deltidsstation med bemanningen 1+4.

## Stationer
Förbundet har 12 stationer, varav tre är heltidstationer. 

### Heltidstationer
- Gävle, 1+6
- Sandviken, 1+5
- Rörberg,  1+2 (dagtidsstation)

### Deltidstationer
- Hofors, 1+5
- Ockelbo, 1+4
- Skutskär, 1+4
- Storvik, 1+4
- Hedesunda, 1+4
- Bergby, 1+4
- Österfärnebo, 1+2

### Räddningsvärn
- Järbo
- Gysinge